# Rhyacopsyche mutisi
Rhyacopsyche mutisi is een schietmot uit de familie Hydroptilidae. De soort komt voor in het Neotropisch gebied.